# Hayekpenthes
Hayekpenthes is een geslacht van kevers uit de familie  
kniptorren (Elateridae).
Het geslacht is voor het eerst wetenschappelijk beschreven in 1970 door Ôhira.

## Soorten
Het geslacht omvat de volgende soorten:
- Hayekpenthes babakinsanus Kishii, 1991
- Hayekpenthes flavus Schimmel, 2004
- Hayekpenthes girardi Schimmel, 2004
- Hayekpenthes indicus Schimmel, 2004
- Hayekpenthes pallidus (Lewis, 1894)
- Hayekpenthes parallelaris (Miwa, 1927)